# Monticello Conte Otto
Monticello Conte Otto (Montexeło Conte Oto in veneto) è un comune italiano di 9 047 abitanti della provincia di Vicenza in Veneto.
Il centro più popoloso ed importante del comune è Cavazzale, dove si trovano i principali servizi pubblici ed attività commerciali. La sede municipale è però rimasta a Monticello Conte Otto. 

## Origini del nome
Il nome della località "Monticello Conte Otto" deriva da quello del conte Ottone, che la ottenne in feudo dal vescovo di Vicenza.
Monticello Conte Otto è nominato nel 1118 e, quando divenne comune, si chiamava Monticellum Domini Octonis (piccolo monte, da quel rilievo del terreno che ancora oggi si può notare a nord della scuola materna parrocchiale; Domini Octonis, del Signore Ottone, dal nome del feudatario Ottone Bonamici).
"Cavazzale" significa capo, termine, perché lì terminava il bosco della città di Vicenza.
"Vigardolo" deriva dal latino vicus, cioè villaggio.
Nel comune sono presenti anche diverse località, tra cui una delle più estese è quella di Morosana, attraversata da una lunga pista ciclabile.

## Storia

### Medioevo
La più antica notizia relativa alla presenza di un castello a Vigardolo è reperibile nei Confinii colturarum, redatti nel 1277, anno nel quale il castello doveva essere in efficienza, mentre nel 1435 veniva già indicato come castrum antiquum, nel senso di castello abbandonato e diroccato.
I documenti successivi, che riguardano i beni della famiglia Valmarana a Vigardolo, ivi compresa la casa con la roggia nei pressi del castello diroccato, fanno ritenere che esso sorgesse sull'area in seguito occupata dalla cinquecentesca Villa Valmarana. L'ipotesi è confortata dalla poderosa struttura di base dell'edificio, dal modo in cui sono disposte le adiacenze e dal fatto che la villa dispone di sotterranei — da tempo inagibili — di chiara origine medioevale.
Nell’Alto Medioevo il territorio di Monticello era quasi del tutto coperto di bosco, da paludi e acquitrini, anche per le esondazioni del fiume Astico. Dopo la deviazione del fiume verso est, nel XII secolo cominciarono il disboscamento e la bonifica, e quindi l’insediamento dei primi abitanti, che si organizzarono dando vita a tre piccole comunità rurali con propria organizzazione amministrativa, con a capo il decano, due governatori e alcuni consiglieri.
Nel 1353 - durante la signoria scaligera - Monticello ottenne importanti privilegi dal Comune di Vicenza, dovendo a sue spese condurre l’acqua della roggia Tribolo nelle fosse della città di Vicenza in Borgo Scroffa, fino alla Porta di Santa Lucia. Sembra che questo flusso sia stato mantenuto fino al XVIII secolo; probabilmente il canale fu interrato durante i lavori di costruzione del Cimitero Maggiore della città. In questo periodo il territorio di Monticello fu sottoposto, sotto l'aspetto amministrativo, al Vicariato civile di Camisano e tale rimase sino alla fine del XVIII secolo.
L'abitato di Cavazzale è nominato per la prima volta nel 1262 nel Register possessionum che il Comune di Vicenza redasse dopo che si era liberato della signoria di Ezzelino III da Romano; si diede un'organizzazione comunale fra la fine del XV e l’inizio del XVI secolo.
Vigardolo è pure nominato per la prima volta nel 1262, quando aveva già una propria organizzazione comunale e, probabilmente, anche la chiesa, che già esisteva nel 1297. La chiesa di Monticello fu invece costruita nel 1359 da Clemente della famiglia Thiene, feudataria del luogo, e quella di Cavazzale fu edificata tra il 1482 e il 1485 dagli abitanti della località.

### Età moderna
Sotto il dominio della Serenissima - alla quale Vicenza si era sottomessa nel 1404 - la popolazione viveva esclusivamente di agricoltura, lavorando la terra di proprietà in gran parte dei conti Thiene a Monticello, dei conti Valmarana a Vigardolo e dei conti Conte e dei conti Garzadori a Cavazzale.

### Età contemporanea
Nel 1807 l’organizzazione amministrativa dei tre piccoli comuni fu radicalmente cambiata dal governo francese che, soppressi quelli di Vigardolo e Cavazzale, costituì l’attuale comune di Monticello Conte Otto entro gli attuali confini, con una superficie di 10,19 km² e una popolazione di 1 099 abitanti.
Nell'Ottocento sul territorio nacquero le prime industrie - la manifattura ceramica a Monticello nel 1830 e un canapificio a Cavazzale nel 1876 - che diedero lavoro e benessere a molte famiglie e favorirono il graduale e costante aumento della popolazione.
Nel secondo dopoguerra, nonostante la chiusura del canapificio nel 1957, si sviluppò un gran numero di piccole industrie e botteghe artigiane, mentre al posto del canapificio sorse una grande industria, la SIVI, attività che furono fonte di lavoro per centinaia di operai e impiegati, con la conseguenza di un notevole benessere economico e sviluppo del settore terziario, fino alla crisi e chiusura, negli anni 2000.
Contestualmente si ebbe un imponente sviluppo edilizio, con forte aumento della popolazione residente.

## Monumenti e luoghi d'interesse

### Architetture religiose
- Chiesa parrocchiale di San Pietro Apostolo, nel capoluogo
- Chiesa parrocchiale dei Santi Floriano e Valentino, a Vigardolo
- Chiesa parrocchiale di San Matteo Apostolo, a Cavazzale

### Architetture civili

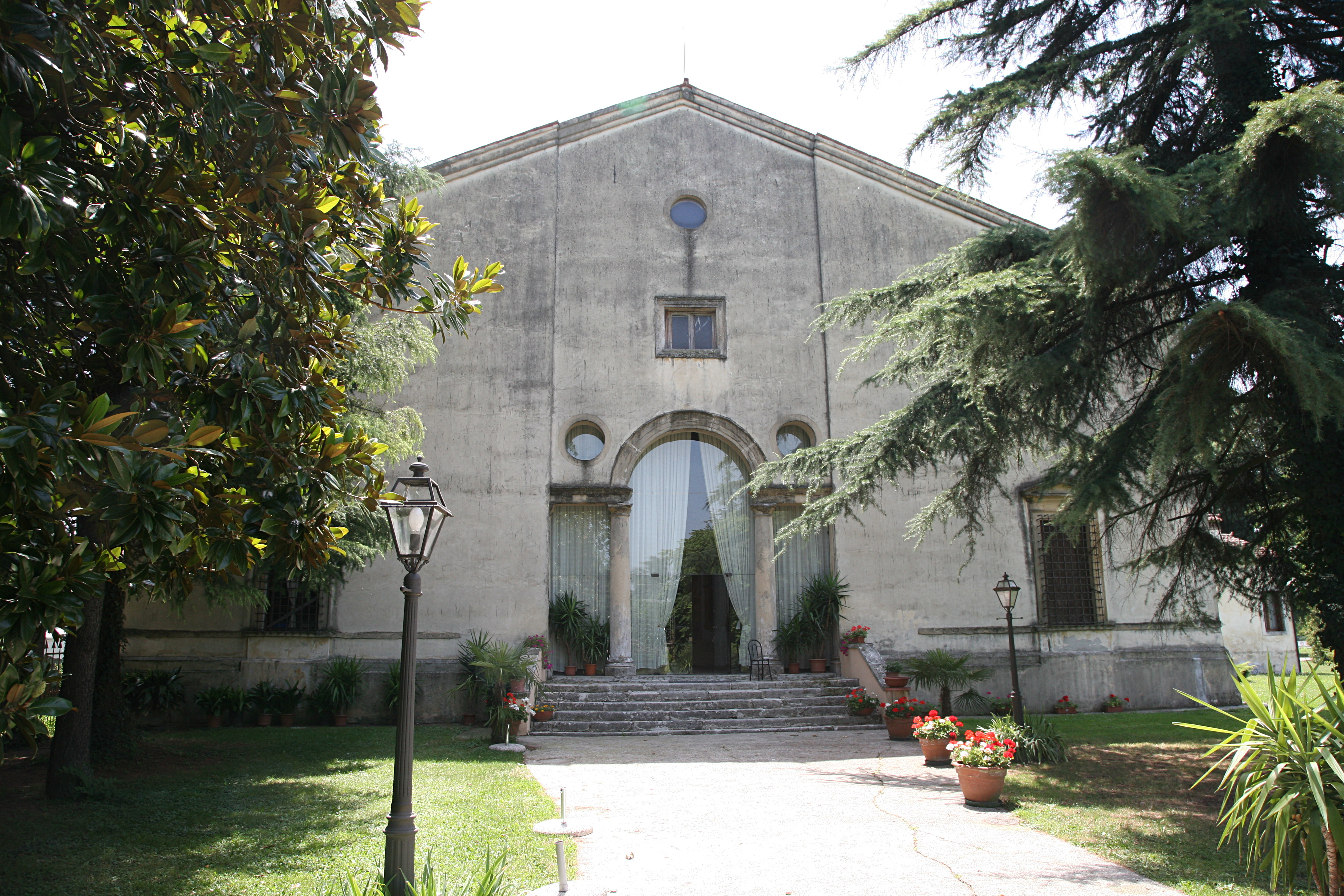
Villa Valmarana Bressan a Vigardolo

- Villa Valmarana Bressan, a Vigardolo. Villa veneta progettata da Andrea Palladio nel 1542, tra le prime opere autonome dell'architetto.
- Villa Zanella, a Cavazzale. Voluta e costruita dal poeta Giacomo Zanella, vi soggiornò dal 1880 al 1888, anno della sua morte. A pochi passi scorre il fiume Astichello, a cui il poeta dedicò una raccolta di poesie.

### Archeologia industriale
- Manifattura della Ilesa, risalente agli anni 1940, successivamente modificata, nella frazione di Cavazzale.

## Società

### Evoluzione demografica
Abitanti censiti

## Cultura

### Istruzione
A Monticello, capoluogo e frazioni, vi sono tre scuole dell'infanzia, due scuole primarie e una scuola secondaria inferiore.
A Cavazzale vi è anche la Biblioteca civica "Dino Buzzati", che fa parte della rete di biblioteche vicentine.
Nel 1888 a Cavazzale morì il poeta Giacomo Zanella.

## Amministrazione
| Periodo | Periodo   | Primo cittadino        | Partito         | Carica  | Note |
| ------- | --------- | ---------------------- | --------------- | ------- | ---- |
| 1945    | 1946      | Aldo Nuvolari          |                 | Sindaco |      |
| 1946    | 1948      | Angelo Pozza           |                 | Sindaco |      |
| 1948    | 1956      | Giovanni Bressan       |                 | Sindaco |      |
| 1956    | 1964      | Giovanni Cuccarolo     |                 | Sindaco |      |
| 1964    | 1967      | Giovanni Bressan       |                 | Sindaco |      |
| 1967    | 1975      | Giorgio Roi            |                 | Sindaco |      |
| 1975    | 1983      | Silvano Faresin        |                 | Sindaco |      |
| 1983    | 1985      | Giorgio Moro           |                 | Sindaco |      |
| 1985    | 1995      | Natale Grolla          | DC              | Sindaco |      |
| 1995    | 1999      | Renzo Perini           | Centro-sinistra | Sindaco |      |
| 1999    | 2004      | Michele Pasqualetto    | Centro-sinistra | Sindaco |      |
| 2004    | 2014      | Alessandro Zoppelletto | Centro-destra   | Sindaco |      |
| 2014    | 2019      | Claudio Benincà        | Centro-destra   | Sindaco |      |
| 2019    | 2024      | Damiano Ceron          | Centro-destra   | Sindaco |      |
| 2024    | in carica | Gilberta Pezzin        | Centro-sinistra | Sindaco |      |

## Sport
Nell'ambito calcistico la squadra del paese è la Junior Monticello, nata nell'estate 2010 dopo la fusione fra Palladiana Vigardolo e Cavazzale e che milita nella Seconda Categoria della provincia di Vicenza.
Il palazzetto dello sport di Cavazzale è utilizzato per allenamenti e partite del minibasket DUCA (Dueville - Cavazzale) e dalla società Sportschool Dueville.
Storicamente la società DUCA si allenava nel campo all'aperto posizionato nel retro dell'attuale Teatro Roi, in piazza Trieste.
Nel comune ha accesso alle strutture sportive l'ACS Povolaro e, dal 2017, il Cavazzale VolleyLab, società la cui prima squadra femminile milita in serie C.
Il paese ospita anche A.S.D. Risorgive APS, associazione che promuove la pratica dell'atletica leggera principalmente nel settore giovanile. Nata nel 1995 è affiliata alla FIDAL e all'ente di promozione sportiva CSI.
Nel grande Parco dei Cedri di Vigardolo si trova un campo da baseball.